# Lista planetelor minore/152801–152900
Aceasta este Lista planetelor minore/152801–152900; pentru a naviga prin lista completă vezi Lista planetelor minore.
Pentru ale detalii vezi și Proiect:Astronomie sau Portal:Astronomie.
| Nume     | Denumire provizorie | Data descoperirii | Locul descoperirii | Descoperitor(i)              |
| -------- | ------------------- | ----------------- | ------------------ | ---------------------------- |
| 152801 - | 1999 TQ143          | 7 octombrie 1999  | Socorro            | LINEAR                       |
| 152802 - | 1999 TC163          | 9 octombrie 1999  | Socorro            | LINEAR                       |
| 152803 - | 1999 TN166          | 10 octombrie 1999 | Socorro            | LINEAR                       |
| 152804 - | 1999 TZ178          | 10 octombrie 1999 | Socorro            | LINEAR                       |
| 152805 - | 1999 TL180          | 10 octombrie 1999 | Socorro            | LINEAR                       |
| 152806 - | 1999 TW185          | 12 octombrie 1999 | Socorro            | LINEAR                       |
| 152807 - | 1999 TT190          | 12 octombrie 1999 | Socorro            | LINEAR                       |
| 152808 - | 1999 TG195          | 12 octombrie 1999 | Socorro            | LINEAR                       |
| 152809 - | 1999 TU197          | 12 octombrie 1999 | Socorro            | LINEAR                       |
| 152810 - | 1999 TJ241          | 4 octombrie 1999  | Catalina           | CSS                          |
| 152811 - | 1999 TR241          | 4 octombrie 1999  | Catalina           | CSS                          |
| 152812 - | 1999 TC244          | 7 octombrie 1999  | Catalina           | CSS                          |
| 152813 - | 1999 TK257          | 9 octombrie 1999  | Socorro            | LINEAR                       |
| 152814 - | 1999 TW260          | 12 octombrie 1999 | Kitt Peak          | Spacewatch                   |
| 152815 - | 1999 TC270          | 3 octombrie 1999  | Socorro            | LINEAR                       |
| 152816 - | 1999 TA283          | 9 octombrie 1999  | Socorro            | LINEAR                       |
| 152817 - | 1999 TO301          | 3 octombrie 1999  | Kitt Peak          | Spacewatch                   |
| 152818 - | 1999 UK4            | 29 octombrie 1999 | Ondřejov⁠(d)        | L. Šarounová⁠(d)              |
| 152819 - | 1999 UY11           | 29 octombrie 1999 | Kitt Peak          | Spacewatch                   |
| 152820 - | 1999 UF19           | 30 octombrie 1999 | Kitt Peak          | Spacewatch                   |
| 152821 - | 1999 UJ29           | 31 octombrie 1999 | Kitt Peak          | Spacewatch                   |
| 152822 - | 1999 UM39           | 31 octombrie 1999 | Kitt Peak          | Spacewatch                   |
| 152823 - | 1999 UK41           | 18 octombrie 1999 | Kitt Peak          | Spacewatch                   |
| 152824 - | 1999 UU43           | 29 octombrie 1999 | Catalina           | CSS                          |
| 152825 - | 1999 UE49           | 31 octombrie 1999 | Catalina           | CSS                          |
| 152826 - | 1999 UU56           | 29 octombrie 1999 | Catalina           | CSS                          |
| 152827 - | 1999 VA24           | 8 noiembrie 1999  | Majorca⁠(d)         | R. Pacheco⁠(d), À. López⁠(d)   |
| 152828 - | 1999 VT25           | 12 noiembrie 1999 | Socorro            | LINEAR                       |
| 152829 - | 1999 VQ33           | 3 noiembrie 1999  | Socorro            | LINEAR                       |
| 152830 - | 1999 VD57           | 4 noiembrie 1999  | Socorro            | LINEAR                       |
| 152831 - | 1999 VJ57           | 4 noiembrie 1999  | Socorro            | LINEAR                       |
| 152832 - | 1999 VV60           | 4 noiembrie 1999  | Socorro            | LINEAR                       |
| 152833 - | 1999 VT64           | 4 noiembrie 1999  | Socorro            | LINEAR                       |
| 152834 - | 1999 VL71           | 4 noiembrie 1999  | Socorro            | LINEAR                       |
| 152835 - | 1999 VD74           | 4 noiembrie 1999  | Kitt Peak          | Spacewatch                   |
| 152836 - | 1999 VS77           | 3 noiembrie 1999  | Socorro            | LINEAR                       |
| 152837 - | 1999 VL95           | 9 noiembrie 1999  | Socorro            | LINEAR                       |
| 152838 - | 1999 VG100          | 9 noiembrie 1999  | Socorro            | LINEAR                       |
| 152839 - | 1999 VQ102          | 9 noiembrie 1999  | Socorro            | LINEAR                       |
| 152840 - | 1999 VD103          | 9 noiembrie 1999  | Socorro            | LINEAR                       |
| 152841 - | 1999 VF107          | 9 noiembrie 1999  | Socorro            | LINEAR                       |
| 152842 - | 1999 VS107          | 9 noiembrie 1999  | Socorro            | LINEAR                       |
| 152843 - | 1999 VR121          | 4 noiembrie 1999  | Kitt Peak          | Spacewatch                   |
| 152844 - | 1999 VY144          | 13 noiembrie 1999 | Catalina           | CSS                          |
| 152845 - | 1999 VX146          | 12 noiembrie 1999 | Socorro            | LINEAR                       |
| 152846 - | 1999 VO156          | 12 noiembrie 1999 | Socorro            | LINEAR                       |
| 152847 - | 1999 VZ156          | 12 noiembrie 1999 | Socorro            | LINEAR                       |
| 152848 - | 1999 VU164          | 14 noiembrie 1999 | Socorro            | LINEAR                       |
| 152849 - | 1999 VR170          | 14 noiembrie 1999 | Socorro            | LINEAR                       |
| 152850 - | 1999 VG183          | 9 noiembrie 1999  | Socorro            | LINEAR                       |
| 152851 - | 1999 VE187          | 15 noiembrie 1999 | Socorro            | LINEAR                       |
| 152852 - | 1999 VU198          | 3 noiembrie 1999  | Catalina           | CSS                          |
| 152853 - | 1999 VM199          | 2 noiembrie 1999  | Catalina           | CSS                          |
| 152854 - | 1999 VD213          | 12 noiembrie 1999 | Socorro            | LINEAR                       |
| 152855 - | 1999 VV215          | 3 noiembrie 1999  | Socorro            | LINEAR                       |
| 152856 - | 1999 WF12           | 28 noiembrie 1999 | Kitt Peak          | Spacewatch                   |
| 152857 - | 1999 XD27           | 6 decembrie 1999  | Socorro            | LINEAR                       |
| 152858 - | 1999 XN35           | 5 decembrie 1999  | Anderson Mesa      | LONEOS                       |
| 152859 - | 1999 XC41           | 7 decembrie 1999  | Socorro            | LINEAR                       |
| 152860 - | 1999 XV49           | 7 decembrie 1999  | Socorro            | LINEAR                       |
| 152861 - | 1999 XO50           | 7 decembrie 1999  | Socorro            | LINEAR                       |
| 152862 - | 1999 XQ64           | 7 decembrie 1999  | Socorro            | LINEAR                       |
| 152863 - | 1999 XZ114          | 11 decembrie 1999 | Socorro            | LINEAR                       |
| 152864 - | 1999 XT143          | 8 decembrie 1999  | Kitt Peak          | Spacewatch                   |
| 152865 - | 1999 XW144          | 6 decembrie 1999  | Kitt Peak          | Spacewatch                   |
| 152866 - | 1999 XP216          | 13 decembrie 1999 | Kitt Peak          | Spacewatch                   |
| 152867 - | 1999 XT223          | 13 decembrie 1999 | Kitt Peak          | Spacewatch                   |
| 152868 - | 1999 XH251          | 8 decembrie 1999  | Kitt Peak          | Spacewatch                   |
| 152869 - | 1999 XM254          | 12 decembrie 1999 | Kitt Peak          | Spacewatch                   |
| 152870 - | 1999 YK8            | 27 decembrie 1999 | Kitt Peak          | Spacewatch                   |
| 152871 - | 1999 YC22           | 27 decembrie 1999 | Kitt Peak          | Spacewatch                   |
| 152872 - | 2000 AF27           | 3 ianuarie 2000   | Socorro            | LINEAR                       |
| 152873 - | 2000 AG36           | 3 ianuarie 2000   | Socorro            | LINEAR                       |
| 152874 - | 2000 AQ45           | 3 ianuarie 2000   | Socorro            | LINEAR                       |
| 152875 - | 2000 AX49           | 5 ianuarie 2000   | Ondřejov⁠(d)        | P. Kušnirák⁠(d), P. Pravec⁠(d) |
| 152876 - | 2000 AZ82           | 5 ianuarie 2000   | Socorro            | LINEAR                       |
| 152877 - | 2000 AY126          | 5 ianuarie 2000   | Socorro            | LINEAR                       |
| 152878 - | 2000 AT140          | 5 ianuarie 2000   | Socorro            | LINEAR                       |
| 152879 - | 2000 AV160          | 3 ianuarie 2000   | Socorro            | LINEAR                       |
| 152880 - | 2000 AX211          | 5 ianuarie 2000   | Kitt Peak          | Spacewatch                   |
| 152881 - | 2000 AY257          | 7 ianuarie 2000   | Socorro            | LINEAR                       |
| 152882 - | 2000 BR2            | 21 ianuarie 2000  | Socorro            | LINEAR                       |
| 152883 - | 2000 BD20           | 26 ianuarie 2000  | Kitt Peak          | Spacewatch                   |
| 152884 - | 2000 BS47           | 27 ianuarie 2000  | Kitt Peak          | Spacewatch                   |
| 152885 - | 2000 CG15           | 2 februarie 2000  | Socorro            | LINEAR                       |
| 152886 - | 2000 CW16           | 2 februarie 2000  | Socorro            | LINEAR                       |
| 152887 - | 2000 CX20           | 2 februarie 2000  | Socorro            | LINEAR                       |
| 152888 - | 2000 CA42           | 2 februarie 2000  | Socorro            | LINEAR                       |
| 152889 - | 2000 CF59           | 5 februarie 2000  | Catalina           | CSS                          |
| 152890 - | 2000 CU67           | 1 februarie 2000  | Kitt Peak          | Spacewatch                   |
| 152891 - | 2000 CA79           | 8 februarie 2000  | Kitt Peak          | Spacewatch                   |
| 152892 - | 2000 CD98           | 7 februarie 2000  | Kitt Peak          | Spacewatch                   |
| 152893 - | 2000 CQ98           | 8 februarie 2000  | Kitt Peak          | Spacewatch                   |
| 152894 - | 2000 CJ99           | 8 februarie 2000  | Kitt Peak          | Spacewatch                   |
| 152895 - | 2000 CQ101          | 11 februarie 2000 | Socorro            | LINEAR                       |
| 152896 - | 2000 CG149          | 8 februarie 2000  | Socorro            | LINEAR                       |
| 152897 - | 2000 DO4            | 28 februarie 2000 | Socorro            | LINEAR                       |
| 152898 - | 2000 DC12           | 27 februarie 2000 | Kitt Peak          | Spacewatch                   |
| 152899 - | 2000 DR17           | 29 februarie 2000 | Socorro            | LINEAR                       |
| 152900 - | 2000 DC27           | 29 februarie 2000 | Socorro            | LINEAR                       |